# Eremochroa thermidora
Eremochroa thermidora är en fjärilsart som beskrevs av George Francis Hampson 1909. Eremochroa thermidora ingår i släktet Eremochroa och familjen nattflyn. Inga underarter finns listade i Catalogue of Life.